# اخبار کشتیرانی
اخبار کشتیرانی (انگلیسی: The Shipping News) فیلمی در ژانر درام به کارگردانی لاسه هالستروم است که در سال ۲۰۰۱ منتشر شد.

## بازیگران
- کوین اسپیسی
- جولیان مور
- جودی دنچ
- کیت بلانشت
- پیت پاستویت
- اسکات گلن
- ریس ایفانز
- جیسون بهر
- گوردون پینسنت
- کاترین منیگ
- لری پاین